# Sanae Yamamoto
Pour les articles homonymes, voir Yamamoto.
Zenjirō Sanae Yamamoto (山本 早苗, Yamamoto Zenjirō, Chiba, 1898-1981) était un producteur et réalisateur d'anime japonais. Il fut un acteur important de l'essor de l'animation japonaise d'avant-guerre, puis participa aux premiers pas du studio Toei Animation.

## Biographie
Sanae Yamamoto effectue tout d'abord des études dans le domaine de la peinture traditionnelle japonaise à Tokyo. Puis il devient en 1918 assistant de Seitarō Kitayama, un pionnier de l'animation japonaise, et travaille avec lui dans son studio d'animation (Kitayama Eiga Seisakujo). Il y réalise ses premières œuvres sous le pseudonyme de Sanae Toda. Mais le Tremblement de terre de Kantō de 1923 ayant détruit le studio, il fonde alors son propre studio : Yamamoto Manga Seisaku-jo (Yamamoto Manga Production). Il s'y fait remarquer notamment par le ministère de l'Éducation qui lui commandera plusieurs films éducatifs, dont notamment Nihon Itchi no Momotaro (Momotaro, roi du Japon).
Pendant la Seconde Guerre mondiale, il réalise des œuvres de propagande pour le compte de l'État, caricaturant par exemple Roosevelt et Churchill dans Supai gekimetsu (Sus aux espions).
En 1947, Sanae Yamamoto se lance dans la création d'un nouveau studio avec Kenzo Masaoka, un autre grand nom de l'animation japonaise et auteur du premier film parlant, et Yosuji Murato. Sanae Yamamoto y est alors directeur et délaissera quelque peu l'animation. Ce studio - Nichidô Eiga-sha - sera racheté en 1956 par la compagnie Tōei Dōga pour former le célèbre studio Toei Animation.
Ainsi rattaché à Toei Animation, il reprend le chemin de l'animation et participe à plusieurs projets en tant que directeur de l'animation. Il est notamment producteur de Hakuja-den (La légende du serpent blanc), premier long métrage en couleur du Japon. En 1965, il réalise avec Masao Kuroda son dernier projet Garibā no Uchū Ryokō (ガリバーの宇宙旅行, « Les voyages de Gulliver dans l'espace »). C'est sur ce film que le jeune Hayao Miyazaki, alors animateur, se fait remarquer.

## Filmographie[1]
En tant que réalisateur
- Garibā no uchū ryokō (1965)
- Oyama no sodoin (1942)
- Spy gekimetsu (1942)
- Kodakara koshinkyoku (1942)
- Tekki kitaraba (1942)
- Nihon-ichi Momotarō (1928)
- Kyoiku senga: Ubasute yama (1925)
- Kyoiku otogi manga: Usagi to kame (1924)

En tant que directeur de l'animation
- Wanpaku ōji no orochi taiji (1963)
- Arabian naito: Shindobaddo no bōken (1962)
- Anju to zushio-maru (1961)
- Shōnen Sarutobi Sasuke (1959)
- Oyama no sodoin (1942)
- Kodakara koshinkyoku (1942)
- Tekki kitaraba (1942)
- Namakegitsune (1941)
- Oira no hijoji (1936)
- Kyodai koguma (1932)
- Goichi jiisan (1931)
- Nihon manga: Taro san no boken satsuei (1929)
- Byodoku no denpa (1926)
- Senga: Tsubo (1925)

En tant que producteur
- Wanpaku ōji no orochi taiji (1963)
- Shōnen Sarutobi Sasuke (1959)
- Hakuja den (1958)
- Tora-chan no boken (1955)
- Kōsagi monogatari (1954)
- Ari to hato (1953)
- Otenki gakko (1952)
- Kobito to aomushi (1950)
- Poppo-ya san: Nonki ekicho no maki (1948)